# Oncopoduridae
Famille
Les Oncopoduridae sont une famille de collemboles.
Elle comporte plus de 50 espèces dans trois genres.

## Liste des genres
Selon Checklist of the Collembola of the World (version du 24 août 2019) :
- Harlomillsia Bonet, 1944
- Oncopodura Carl & Lebedinsky, 1905
- Sinoncopodura Yu, Zhang & Deharveng, 2014

## Publication originale
- Carl & Lebedinsky, 1905 : « Materialien zur Höhlenfauna der Krim. II. Aufsatz. Ein neuer Typus von Höhlenapterygoten. Collembola included ». Zoologischer Anzeiger, vol. 28, p. 562-565 (texte intégral).